# Kristina Lüdke
Kristina Lüdke (* 22. Juli 1967 in Hamburg) ist eine deutsche Fernsehmoderatorin und Journalistin, die beim NDR Fernsehen beschäftigt ist.

## Leben
Kristina Lüdke wuchs in Hamburg auf und besuchte hier das Gymnasium Eppendorf. Während der Schulzeit absolvierte sie einen Schüleraustausch in den USA, wo sie im Jahr 1984 den Highschool-Abschluss in der Nähe von San Francisco an der Cupertino High School ablegte. Im gleichen Jahr erhielt sie in Deutschland die Allgemeine Hochschulreife an ihrem Hamburger Gymnasium.
Bevor sie ab dem Jahr 1988 ein Studium der Geschichtswissenschaft und Amerikanistik begann, absolvierte sie ab 1986 ein Volontariat bei Radio Hamburg. Während ihres Studiums, welches sie im Jahr 1991 beendete, arbeitete sie als Freie Moderatorin für Radio Hamburg und den Fernsehsender RTL Nord. Bei letzterem war sie als Moderatorin für das Regionalfenster Niedersachsen und die Nachrichtensendung Punkt 6 tätig.
Im Anschluss an das Studium stieg sie bei RTL Nord zur Chefmoderatorin auf. In dieser Zeit war sie vor allem im hamburgischen Regionalfenster des Senders zu sehen. Daneben moderierte sie auch die Gesamtausgabe von RTL Nord Live, dem Regionalprogramm für die Bundesländer Hamburg, Niedersachsen und Schleswig-Holstein. Im Anschluss wechselte sie zum Hauptsender, wo sie ab September 1997 als Moderatorin für das bundesweite Ländermagazin Guten Abend RTL tätig war.
Nach der Geburt ihrer Tochter im November 1997 ging sie zusammen mit ihrer Familie als Auslandskorrespondentin nach Israel. Im Juli 2000 kehrte sie nach Deutschland zurück. In der Folgezeit moderierte sie die Regionalmagazine Guten Abend Niedersachsen sowie Guten Abend Hamburg. Schließlich stieg sie im Jahr 2005 zur Chefmoderatorin der letztgenannten Sendung auf.
Im Juli 2008 wechselte sie schließlich den Fernsehsender und ist seither für das NDR Fernsehen tätig. Bis 2019 moderierte sie, zunächst zusammen mit ihrem Kollegen Arne Jessen, später mit Yared Dibaba alle zwei Wochen das Fernsehmagazin Mein Nachmittag.
Sie lebt mit ihrer Familie in Hamburg.